# ستيفن رايس
ستيفن رايس هو لاعب هوكي الجليد كندي، ولد في 26 مايو 1971 في كيتشنر في كندا.

## وصلات خارجية
- ستيفن رايس على موقع دوري الهوكي الوطني (الإنجليزية)
- ستيفن رايس على موقع قاعة مشاهير الهوكي (لاعب أن.إتش.أل) (الإنجليزية)
- ستيفن رايس على موقع EliteProspects.com (الإنجليزية)
- ستيفن رايس على موقع HockeyDB.com (الإنجليزية)
- ستيفن رايس على موقع Hockey-Reference.com (الإنجليزية)